# Tempel XIV
Der Tempel XIV steht in Hatra im heutigen Irak und wurde 1992 von einem Team irakischer Archäologen ausgegraben. Der Tempel steht etwa 90 m südlich des großen Tempels von Hatra. Aus dieser Stadt sind diverse kleinere Kapellen und Privatheiligtümer bekannt. Tempel XIV ist der größte von ihnen.
Die Ruinen des Tempels waren immer sichtbar und wurden zunächst für einen Palast oder ein Grabmal gehalten. Der Tempel ist aus Kalkstein errichtet und hat einen großen vorgelagerten Hof. Gegenüber dem Tempel befindet sich ein Tor. Der eigentliche nach Osten orientierte Tempel steht auf einer Plattform und ist über Stufen zu erreichen. Er hat eine Fassade mit drei Toren, die mit Pilastern gegliedert ist. Dieser Teil der Fassade war etwa 8 m hoch. Darüber befand sich eine Reihe von 12 Pilastern mit ionischen Kapitellen.
Dahinter befinden sich zwei Längshallen und das kleinere Allerheiligste. Die mit einem Gewölbe ausgestatteten Hallen sind beide etwa 17,2 × 6,8 m groß, während die Cella 5,15 × 6,0 m misst. In der Cella befindet sich eine Inschrift, die besagt, dass der Tempel im Jahr 100/101 n. Chr. der Göttin Nanaya geweiht wurde.
Im Tempel fanden sich verschiedene Statuen, die meist aramäische Sockelinschriften tragen und die Stifter identifizieren. Insgesamt fanden sich 18 aramäische Inschriften. Unter den Statuen befindet sich eine des Herakles. Die Statue der Gennania war ohne Kopf, nennt aber den Bildhauer des Werks, Abdgeda, Sohn der Oga. Diverse Statuen von Priestern wurden gefunden.